# Roland Wohlfarth
Roland Wohlfarth (* 11. Januar 1963 in Bocholt) ist ein ehemaliger deutscher Fußballspieler.

## Karriere

### Im Verein
Nach seiner Jugendzeit bei Borussia Bocholt verpflichtete ihn 1981 der MSV Duisburg. Wohlfarth debütierte am 8. August 1981 (1. Spieltag) beim 1:1-Unentschieden im Heimspiel gegen den Karlsruher SC und erzielte sein erstes von 120 Bundesliga-Toren am 6. März 1982 (24. Spieltag) bei der 1:4-Niederlage im Auswärtsspiel gegen Eintracht Frankfurt. Am Saisonende stieg der MSV Duisburg in die 2. Bundesliga ab.
Nach zwei Spielzeiten wurde Wohlfarth als Torschützenkönig der 2. Bundesliga 1984 vom FC Bayern München verpflichtet. Obwohl Wohlfarth damals eher als Reservist verpflichtet worden war, setzte er sich auf Anhieb mit zwölf Toren in 32 Spielen durch. Im DFB-Pokal-Finale 1986 gegen den VfB Stuttgart avancierte er zum Pokalhelden, als er drei Treffer zum 5:2-Sieg der Bayern beisteuerte. Auffällig war, dass der FC Bayern zu fast jeder neuen Saison neue Stürmer kaufte (Mark Hughes, Alan McInally, Radmilo Mihajlović, Michael Sternkopf, Brian Laudrup, Adolfo Valencia u. a.) und Wohlfarth am Anfang Reservist war, schnell aber seinen Stammplatz zurückgewann und stets auf eine zweistellige Anzahl Tore kam. Der bei den Bayern-Fans stets beliebte Wohlfarth meinte dazu: „Zu Beginn jeder Saison hatten die Neuen noch einen Bonus, aber spätestens nach drei Wochen wurde die Fankurve unruhig und hat nach mir gerufen. Dann habe ich… meine Tore gemacht [und] spätestens nach vier Wochen hatte ich meinen Stammplatz wieder.“ Auf der offiziellen Webpräsenz lobt ihn der Verein als „den Beständigen“, der „eingekauft worden war, um im Notfall verletzte Stürmer zu ersetzen… aber mit 119 Toren in 254 Bundesliga-Spielen [für den FC Bayern] hinter Gerd Müller, Robert Lewandowski, Karl-Heinz Rummenigge und Thomas Müller fünftbester Bayern-Torschütze aller Zeiten“ sei. Des Weiteren traf er 28-mal in 55 Europapokalspielen.
Nach einem einjährigen Intermezzo beim französischen Erstligisten AS Saint-Étienne kehrte er nach Deutschland zurück. Fortan spielte er beim VfL Bochum, mit dem er – wie bereits in seiner ersten Saison – am Saisonende in die 2. Liga absteigen musste.
In der gleichen Saison erlebte Wohlfarth seinen Karrieretiefpunkt: Im ersten Doping-Urteil der Fußball-Bundesliga vom 16. Februar 1995 wurde Wohlfarth, der eine „Vorliebe für gutes Essen“ hatte, wegen der Einnahme des Appetitzüglers Recatol zu einer zweimonatigen Sperre verurteilt. In einer Apotheke als unbedenklich empfohlen, enthielt Recatol das auf der Dopingliste stehende Mittel Norephedrin.
Der VfL Bochum schaffte den direkten Wiederaufstieg. Wohlfarth spielte allerdings nur noch fünfmal für den Verein, ehe er 1997 zum Zweitligisten VfB Leipzig wechselte. In seinem 15. Spiel für die Leipziger am 7. Juni 1998 (34. Spieltag), beim torlosen Unentschieden im Heimspiel gegen die SG Wattenscheid 09, das für den VfB den Abstieg aus der 2. Liga bedeutete, gab er seinen Abschied vom höherklassigen Fußball. Danach zog es ihn zum Wuppertaler SV und wieder ein Jahr später zum Oberligisten 1. FC Bocholt, bei dem er aufgrund eines Wadenbeinbruchs seine Karriere im Jahr 2000 beenden musste.

### Nationalmannschaft
Wohlfarth gehörte der A-Junioren-Auswahl (U-18) an, die bei der Europameisterschaft am 3. Juni 1981 in Düsseldorf mit einem 1:0 gegen Polen Junioren-Europameister wurde. Mit den U-19-Junioren gewann er am 18. Oktober 1981 mit einem 4:0 gegen Katar im Endspiel die Junioren-Weltmeisterschaft in Sydney. In den sechs Spielen des zum dritten Mal ausgetragenen Turniers traf er viermal, einmal davon im Endspiel.
Obwohl es ihm immer wieder gelang, bei den Bayern seinen Stammplatz zu erhalten und er zweimal Torschützenkönig der Bundesliga wurde (1989 mit 17 und 1991 mit 21 Treffern), konnte er sich in der A-Nationalmannschaft gegen die starke Konkurrenz im Sturm (mit Jürgen Klinsmann, Rudi Völler und Karl-Heinz Riedle) nicht durchsetzen. Wohlfarth kam in nur zwei Test-Länderspielen über jeweils 90 Minuten zum Einsatz: Am 15. Oktober 1986 in Hannover beim 2:2 gegen Spanien und am 6. September 1989 in Dublin beim 1:1 gegen Irland.
Wohlfarth galt als introvertierter Charakter, der vom Tagesspiegel als „medienscheuer Antistar“ bezeichnet wurde. Selbst als ihm der Manager des FC Bayern Uli Hoeneß eine offensivere Selbstdarstellung empfahl, blieb Wohlfarth in der Öffentlichkeit reserviert.

## Erfolge
- Junioren-Weltmeister 1981
- Junioren-Europameister 1981
- Deutscher Meister 1985, 1986, 1987, 1989, 1990
- DFB-Pokal-Sieger 1986
- DFB-Supercup-Sieger 1987, 1990
- Torschützenkönig 1. Liga 1989, 1991
- Torschützenkönig 2. Liga 1984

## Nach der Karriere als Fußballer
Wohlfarth lebt heute mit seiner Frau, Tochter und Sohn in Bocholt. Er arbeitet als Bauleiter in einer Firma für Bodenbeläge aller Art.